# Рабатакський напис

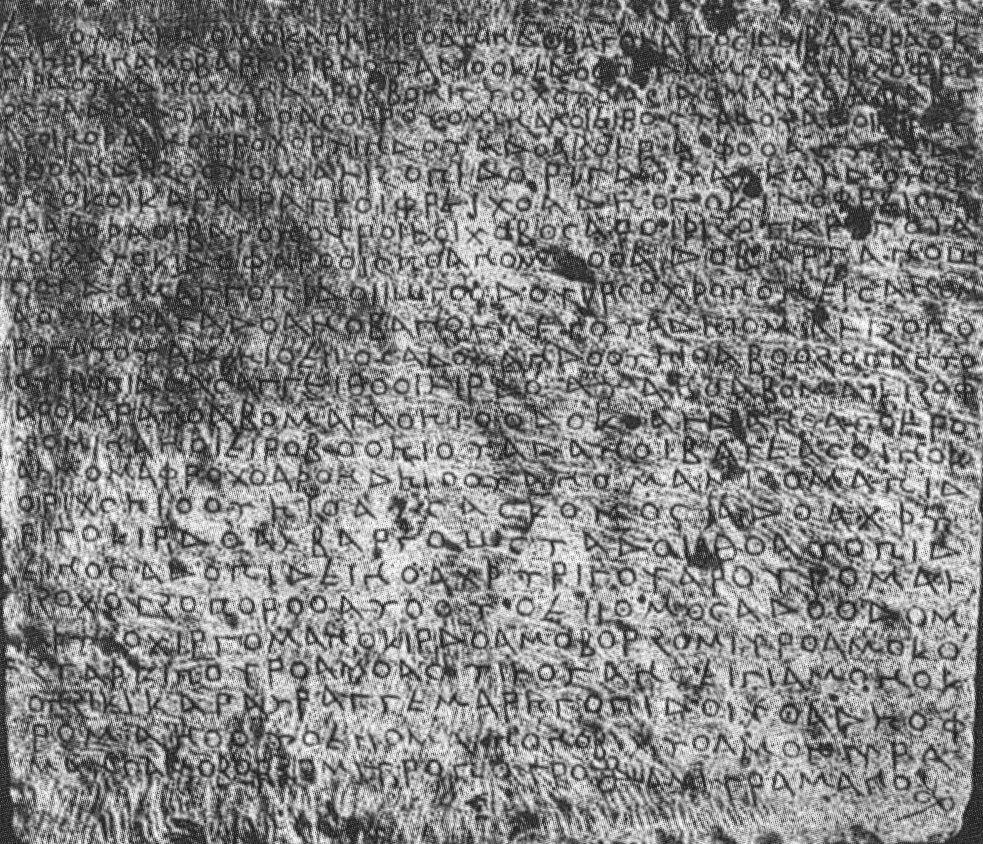
Рабатакський напис

Рабатакський напис — напис на скелі бактрійською мовою грецькою абеткою, знайдений під час розкопок у Рабатаку 1993 року біля Сурх Котала в Афганістані. Напис пов'язаний з правлінням кушанського царя Канішки й також висвітлює його генеалогію. Зберігається у Кабульському музеї.

## Зміст
У першому рядку напису доба правління Канішки змальована як доба безпеки, справедливості та законності. Також там йдеться про те, що всі боги задоволені його правлінням. Другий рядок повідомляє, що він випустив едикт грецькою та арійською («αρια») мовами.
Рядки від четвертого до сьомого перелічують міста, які підкорив Канішка, зокрема:
- Сакета
- Каусамбі
- Паталіпутра
- Джангіо-Чампа

Разом з тим, з тексту не зрозуміло, чи потрапила Чампа до володінь Канішки.
Далі подано список правителів Кушанської імперії.

## Текст напису
1. «… Великий спаситель, Канішка Кушан, Праведний, Справедливий, Автократор, Бог,
2. гідний поклоніння, що отримав царство від Нани та всіх богів, започаткував перший рік
3. так, як то подобалось богам. І він видав едикт грецькою, потім переклав його арійською.
4. У перший рік було проголошено в Індії, у царстві кшатріїв, що (в тому, що)
5. до них (належало) — В тому числі (місто) …, (місто) Сакета, і (місто) Каусамбі, і (місто) Паталіпутра, і до (міста) Шрі-
6. Чампа, — якими б не були їхні правителі та інша знать, він підкорив своїй волі, та підкорив усю
7. Індію своїй волі. Потім цар Канішка наказав Шафару каралрангу
8. створити святилище під назвою Б … аб, на рівнині Ка … для тих
9. богів, з яких там … славна Умма посідає перше місце: богиня Нана та богиня
10. Умма, Аурмузд, (бог) Благотворний, Срошард, Нараса, Міхр. І він
11. наказав виготовити зображення цих богів, імена яких написано вище, і
12. він наказав зробити зображення цих царів: царя Куджули Кадфіза, (його)
13. прадіда; і царя Віми Такто, (його) діда; і царя Віми Кадфіза,
14. (його) батька; і себе самого, царя Канішки. Потім, як цар царів, девапутра
15. … наказав це зробити, (і) Шафар каралранг створив це святилище.
16. [Потім … ] каралранг, і Шафар каралранг, і Нукунзук [установили] культ
17. [відповідно до] наказу (царя). (А що стосується) *цих богів, (імена яких) написані вище, — хай допоможуть вони [зберегти]
18. царя царів, Канішку Кушана, навіки здоровим, неушкодженим (і) переможним.
19. І [коли] девапутра, володар усієї Індії від першого року до тисячного,
20. заснував святилище у перший рік, тоді також у … рік …
21. … за наказом царя … (і) було також дано … , (і) було також дано … , (і) також …
22. … цар надав основу для богів, і …